# The Plasma Shaft
Albums de Red Hot Chili Peppers
Live Rare Remix Box
(1994) Out in L.A.
(1994)
The Plasma Shaft est une compilation de titres des Red Hot Chili Peppers. Elle a été réalisée en Australie pour un bonus de Blood Sugar Sex Magik en 1994. C'est un mélange entre le disque Blood Sugar et les sessions d'enregistrement, ainsi que les faces B, initialement prévues pour les différents singles de l'album (Soul to Squeeze et Sikamikanico).
Attention, cet album peut être confondu avec son prédécesseur, le Live Rare Remix Box, qui contient en plus de ces mêmes chansons, d'autres titres.
Dans la chanson live Nobody Weird Like Me, le batteur Chad Smith semble utiliser la double pédale, chose qu'il ne fait pas souvent, voire quasiment plus aujourd'hui.

## Chansons
1. Give It Away (In Progress) – 4:36
2. If You Have to Ask (Radio Mix) – 3:37
3. Nobody Weird Like Me (Live) – 5:05
4. Sikamikanico – 3:24
5. Breaking the Girl (Radio Edit) – 4:29
6. Fela's Cock – 5:16
7. If You Have to Ask (Friday Night Fever Blister Mix) – 6:35
8. Soul to Squeeze – 4:50